# Bán đảo Taman
Bán đảo Taman (tiếng Nga: Таманский полуостров) là một bán đảo ở ngày nay thuộc vùng Krasnodar của Nga. Nó có ranh giới về phía bắc là biển Azov, phía Tây giáp eo biển Kerch và phía nam là Biển Đen. Bán đảo đã phát triển qua hai thiên niên kỷ qua, từ một chuỗi các hòn đảo thành bán đảo như ngày nay. Trong thời cổ đại các thuộc địa Hy Lạp Hermonassa và Phanagoria tọa lạc ở bán đảo này, sau này Tmutarakan cũng tọa lạc ở đây.
Bán đảo đã có dân định cư người Maeotae và Sindi từ thời cổ đại. Trong thời cổ, nó trở thành một phần của Vương quốc Bosporan; cư dân đã sinh sống ở đây bao gồm người Sarmatia, người Hy Lạp, người định cư từ Anatolia, Pontus và người Do Thái.